# Jamila Afghani
Pour les articles homonymes, voir Afghani.
Jamila Afghani (persan : جمیله افغانی, née en 1976 à Kaboul) est une féministe et une militante pour les droits des femmes et l'éducation en Afghanistan. Elle est la fondatrice et la directrice exécutive de la "Noor Educational and Capacity Development Organization" (NECDO). Elle est également membre exécutif de l'organisation faîtière, "Réseau des femmes afghanes (en)" (AWN). En 2022, Jamila Afghani a reçu le septième Prix Aurora for Awakening Humanity.

## Biographie
Enfant, Jamila Afghani a la polio, et en raison des complications de la maladie elle doit utiliser un appareil orthopédique pour marcher. Quand elle a quatorze ans, elle reçoit une balle dans la tête pendant la guerre entre l'Afghanistan et l'Union soviétique.
Elle fuit Kaboul dans les années 1990 pendant la guerre civile afghane et s'installe à Peshawar. Afghani obtient une licence et une maîtrise à l'Université de Peshawar. Son premier emploi est celui de travailleur social pour les camps de réfugiés afghans au Pakistan. Elle aide également les femmes des camps à s'alphabétiser grâce à des cours d'éducation coranique.
Jamila Afghani déclare que l'un des plus grands obstacles à l'éducation des femmes est le manque d'enseignantes. En 2001, elle fonde NECDO, dans le but d'aider les femmes et les enfants à recevoir des opportunités éducatives. NECDO enseigne également la langue des signes et propose des cours sur la résolution des conflits et les questions de genre. L'organisation est connue pour créer des moyens innovants d'atteindre les femmes et les filles. Par exemple, elle créé une bibliothèque pour les filles, et recrute des garçons pour amener les filles à visiter la bibliothèque, et remet des prix aux garçons à chaque fois qu'ils réussissent à amener cinq filles. Son organisation dessert environ 50 000 femmes dans 22 provinces.
Le travail d'Afghani remet directement en question l'idée fausse selon laquelle l'Islam soutient la violence à l'égard des femmes. Elle a créé la première "formation sensible au genre en Afghanistan pour les imams". Elle commence le projet en trouvant des imams intéressés pour examiner les informations qu'elle et d'autres ont préparées. Les imams commencent tout de suite  à prêcher les nouveaux documents, qui couvrent les droits des femmes d'un point de vue islamique. En 2015, elle compte environ 6 000 imams travaillant avec le programme. À Kaboul, son programme "aboutit à une série de khutbas (sermons du vendredi) dans vingt des mosquées influentes de la ville". Afghani découvre à travers son travail que "les femmes se taisent quand elles n'ont pas de justifications islamiques" parce que la culture afghane est très religieuse et conservatrice. Sa formation sur le genre a des effets importants sur les hommes qui ne se rendent pas compte que l'Islam autorise des droits aux femmes et contribue à transformer les hommes en défenseurs des femmes. Elle déclare que "le programme est son propre genre de révolution parce que les chefs religieux autrefois connus pour opprimer les femmes utilisent maintenant les mots du Coran pour promouvoir l'équité pour elles".
Elle s'efforce également de remettre en question le système de gouvernement tribal patriarcal en Afghanistan. Elle pense que l'un des problèmes avec l'Afghanistan est que les citoyens sont incapables de distinguer les différences entre "l'islam, la culture et la politique". Elle déclare avoir été menacée par des afghans qui sont contre son enseignement et la promotion d'une interprétation pacifique de l'islam.
Afghani reçoit le "Tanenbaum Peacemaker in Action Award" en 2008. En 2017, elle figure parmi les finalistes nommés pour le prix Aurora pour l'éveil de l'humanité. En 2021, Jamila Afghani a été nommée pour le Prix Aurora pour la deuxième fois et en 2022, est devenue la lauréate du Prix Aurora.